# Føringatíðindi
Føringatíðindi (Færingetidende) var en færøsk avis. Den udkom fra januar 1890 til december 1901, og igjen fra januar til februar 1906. Avisen var organ for foreningen Føringafelag, og var den første avis skrevet på færøsk.
Den længstfungerende redaktør, Rasmus Christoffer Effersøe, var en af de ledende mænd i den færøske selvstyrekamp i sin generation, og var en af indbyderne til Julemødet i 1888. Redaktøren i 1906, Andrias Christian Evensen, var blandt de første til at udbrede færøsk som undervisnings- og kirkesprog.

## Redaktører
- Rasmus Effersøe 1890–1901
- Andrias Christian Evensen 1906